# Zentralsparkasse Floridsdorf

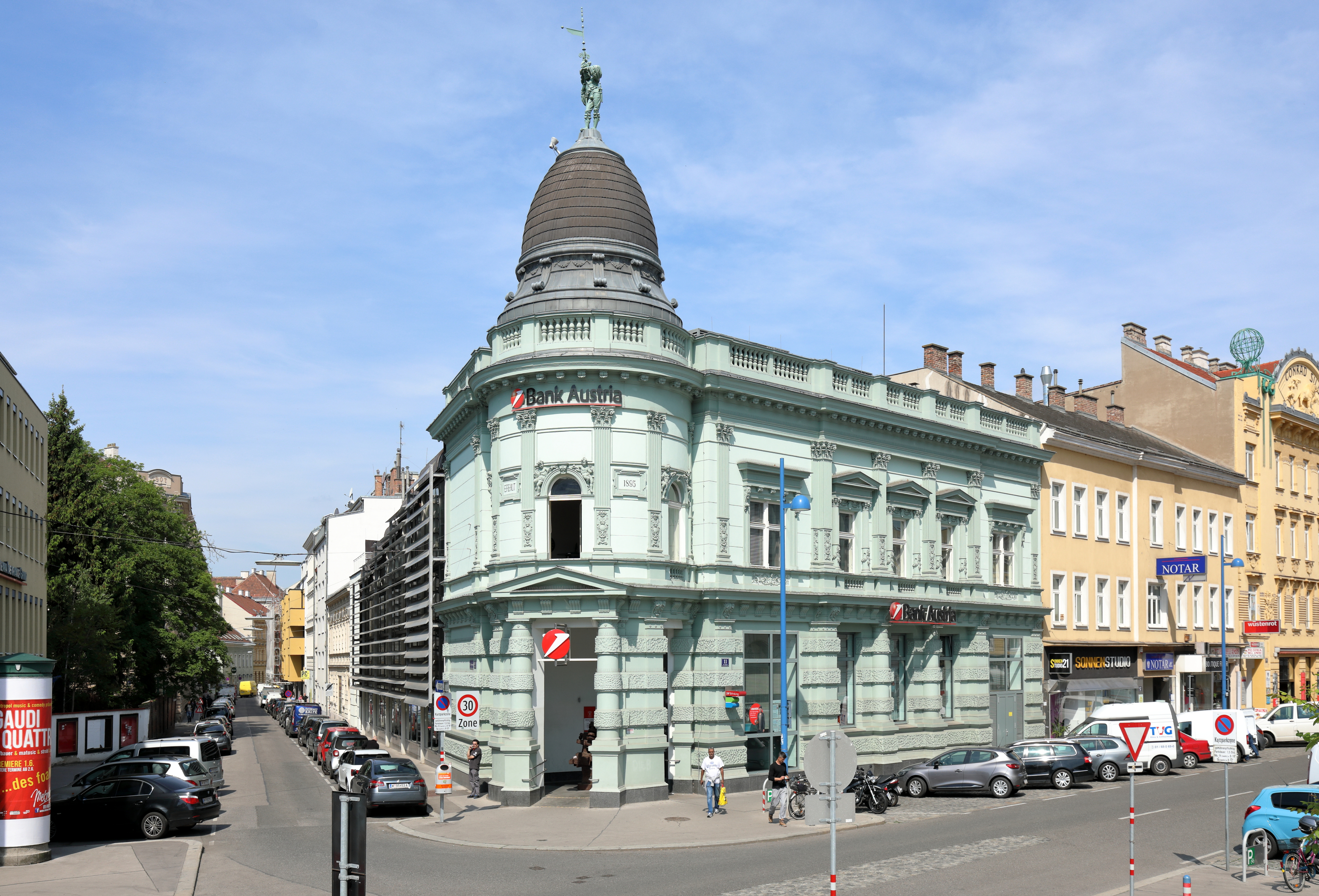
Am Spitz Nr. 11

Die Zentralsparkasse Floridsdorf heute Bank Austria steht auf Am Spitz Nr. 11 in 21. Wiener Gemeindebezirk Floridsdorf. Das Bankgebäude steht unter Denkmalschutz (Listeneintrag).

## Geschichte
Der zweigeschoßige Bau in manieristischen Formen entstand 1884 nach Plänen des Stadtbaumeisters Alois Frömml für die Floridsdorfer Gemeindesparkasse, die nach der Eingemeindung Teil der Zentralsparkasse der Gemeinde Wien wurde. Er wurde von 1971 bis 1974 nach den Plänen der Architekten Johannes Spalt und Friedrich Kurrent baulich verändert und erweitert.

## Architektur
Das bestehende historische Eckgebäude wurde im äußeren Erscheinungsbild belassen. Der dreigeschoßige Erweiterungsbau in der Schwaigergasse erhielt eine Lamellenfassade, welche den Lichteinfall in der Kassenhalle regelt. Der alte wie der neue Bauteil blieben in der ästhetischen Wirkung selbständig.

### Anerkennungen
- Österreichischer Bauherrenpreis 1976